# Alberto I di Baviera
Alberto I di Wittelsbach (Monaco di Baviera, 25 luglio 1336 – L'Aia, 13 dicembre 1404) fu duca di Baviera dal 1347, conte d'Olanda e Zelanda dal 1354 e conte d'Hainaut dal 1356 fino alla sua morte.

## Origine
Alberto era il figlio maschio terzogenito della Contessa di Hainaut e Contessa d'Olanda e di Zelanda, Margherita e del marito, il duca di Baviera, re di Germania e imperatore, Ludovico IV di Wittelsbach, detto il Bavaro: infatti secondo il continuatie III della Chronologia Johannes de Beke era fratello del conte, Guglielmo V, che, secondo il capitolo n° 81a della Chronologia Johannes de Beke Guglielmo era figlio della Contessa di Hainaut e Contessa d'Olanda e di Zelanda, Margherita e del marito, il duca di Baviera, re di Germania e imperatore, Ludovico IV di Wittelsbach, detto il Bavaro, figlio, secondo la Notæ Fuerstenfeldenses de Ducibus Bavariæ, del duca dell'Alta Baviera Ludovico II (il Severo) e di Matilde d'Asburgo.
Ancora secondo il capitolo n° 81a della Chronologia Johannes de Beke Margherita era la figlia femmina primogenita del Conte di Hainaut e conte d'Olanda e di Zelanda, Guglielmo e della moglie Giovanna di Valois (1294-6 aprile 1342), la figlia terzogenita di Carlo di Valois e di Margherita d'Angiò, e come ci ricorda la Chronologia Johannes de Beke, era sorella del futuro re di Francia (1328) Filippo VI.

## Biografia
Nel gennaio 1328, suo padre, Ludovico era stato incoronato imperatore a Roma.
Suo zio, il conte d'Olanda e Zelanda e conte d'Hainaut Guglielmo, dopo aver partecipato ad una delle Crociate del Nord, in Lituania, a fianco dell'Ordine Teutonico, al ritorno, nel 1345, si trovò a dover pacificare la Frisia (in parte dipendente dai conti d'Olanda) in rivolta, e fu ucciso in uno scontro coi ribelli, come ci viene narrato nel cap. 87b dalla Chronologia Johannes de Beke, e fu sepolto abbazia Floridus campus nei pressi di Bolsward.
Alla sua morte, senza eredi, i titoli (Hainaut, Olanda, Zelanda e Frisia) passarono a sua madre Margherita (la maggiore delle sue sorelle di Guglielmo II di Hainaut), in quanto le furono assegnati dal marito, l'imperatore Ludovico il Bavaro, trascurando le legittime aspettative della altre sorelle.
Ella nominò dei governatori quindi per le contee di cui era divenuta titolare, fino a che, dopo la morte del marito non assunse lei stessa il loro governo.
Dopo la morte del padre, Ludovico, nel 1347, Alberto, di circa undici anni, gli era succeduto nei titoli insieme ai cinque fratelli e fratellastri; e, in quello stesso periodo, suo fratello, Guglielmo reclamò alla madre il possesso delle contee d'Olanda e di Zelanda, per cui si arrivò allo scontro tra madre e figlio, che secondo la Chronologia Johannes de Beke, governò la contea d'Olanda. Guglielmo era supportato dalla borghesia cittadina, i Kabeljauws. Essi erano in netta opposizione con gli Hoeks, il partito dei nobili, sostenuto invece da Margherita.
Dopo la prima divisione dei territori bavaresi, nel 1349, Alberto ottenne la Baviera Inferiore, insieme al fratellastro, Stefano ed al fratello, Guglielmo. Nel 1353 vi fu una nuova divisione dei territori, con la quale si trovò a governare, insieme al fratello Guglielmo, in Baviera-Straubing e le contee d'Olanda e di Zelanda; infatti, nonostante l'intervento degli inglesi a suo favore, Margherita aveva dovuto combattere Guglielmo e cedere l'Olanda al figlio, Guglielmo, nel 1351, ed il rispettivo titolo tre anni dopo (1354), quando aveva abdicato a favore del figlio; il periodo che seguì questo passaggio fu assai turbolento e continuamente minato dalla guerra civile tra i due partiti.
Margherita morì due anni dopo a Quesnoy e fu sepolta a Valenciennes, ed il figlio, Guglielmo, assieme ad Alberto, le succedettero anche nella contea di Hainaut.

Stemma del ramo dei Wittelsbach duchi di Baviera-Staubing e conti di Hainaut, Paesi Bassi, Zelanda e Frisia

Nel 1357, suo fratello, Guglielmo, iniziò a mostrare i primi segni di squilibrio mentale, per tale ragione, Alberto, allora ventiduenne, assunse la reggenza (reggente, o ruwaard in olandese) dell'Olanda e dell'Hainaut, come ci viene confermato dal continuatie III della Chronologia Johannes de Beke. Guglielmo rimase confinato, fine alla fine dei suoi giorni, nel castello di Quesnoy (la Chronologia Johannes de Beke ci conferma la malattia di Guglielmo, che, in stato di completa follia, fu relegato nell'Hainaut e Alberto ebbe la reggenza delle Fiandre, dell'Hainaut, della Zelanda e della Frisia occidentale, oltre che della Baviera), dove morì, nel 1388 (secondo la Chronologia Johannes de Beke, morì, nel 1389 e gli succedette il fratello, Alberto, che gli aveva fatto da tutore). Durante la reggenza di Alberto la crisi si placò e venne incrementato il commercio. Le tensioni tra i due partiti politici, gli Hoeks e i Kabeljauws rimase, ma solo come un fenomeno di superficie; Alberto formalmente non gli succedette sino al 1388, approfittando di questo periodo per maritare tutte le sue figlie con nobili e principi dell'Impero. La prima di queste fu Margherita che andò in sposa a Giovanni di Borgogna, erede del ducato di Borgogna (il loro figlio Filippo III di Borgogna ereditò infine alcuni dei territori di Alberto I), mentre il figlio, Guglielmo sposava la sorella di Giovanni, Margherita.
In quel periodo Alberto si scontrò con i fiamminghi, in una guerra tra la contea di Hinaut e la contea delle Fiandre e espugnò la città di Delft, abbattendone le mura e decapitando il comandante della piazza e i maggiorenti della città.
Nel 1378 morì Giovanni, vescovo di Maastricht, a cui succedette Arnoldo, che essendo uomo bellicoso, impose una tassa al passaggio sul Reno, obbligando Alberto ad intervenire a Maastricht, come era già dovuto intervenire nel 1374.
 Alla morte di Guglielmo, senza eredi legittimi, gli succedette Alberto I, come ci viene confermato dal continuatie III della Chronologia Johannes de Beke.
Nel periodo di regno di Alberto, le tensioni tra i partiti olandesi erano riprese anche per colpa di Aleid van Poelgeest, una rappresentante della borghesia, particolarmente attraente, di cui Alberto I si era innamorato e che pertanto aveva una forte influenza nella politica olandese. Gli Hoeks ed alcuni membri della famiglia di Alberto ordirono pertanto un complotto e nel settembre 1393 Aleid venne uccisa a L'Aia. Per questo motivo Alberto perseguitò a lungo gli Hoeks, distruggendo la maggior parte delle loro roccaforti. A seguito di questo avvenimento vi fu una contesa col figlio maschio primogenito, Guglielmo, che li portò ad uno scontro, che ben presto ebbe termine. 
Alla morte di Alberto, nel 1404, gli succedette il figlio maggiore, Guglielmo. Il figlio minore, Giovanni, era diventato, nel 1390, Vescovo di Liegi. Alla morte di Guglielmo, nel 1417, scoppiò una guerra di successione tra Giovanni e la figlia di Guglielmo, Jacqueline di Hainaut, che era succeduta al padre. Questo fu l'ultimo episodio della guerra tra Hoeks e i Kabeljauws, che poneva i domini definitivamente nelle mani della Borgogna.

## Matrimoni ed eredi
Alberto si sposò due volte. La prima moglie fu Margherita di Brieg, figlia di Ludovico I il Giusto e di sua moglie Agnese di Sagan; sia il matrimonio che la paternità sono confermati dal Scriptores rerum silesiacarum: oder, Sammlung schlesischer ..., Volume 1 (Margherita, secondo la Chronologia Johannes de Beke, morì, nel 1386).
Alberto da Margherita ebbe sette figli:
- Caterina[18] (1360-1400 Hattem), sposò a Geertruidenberg nel 1379 Guglielmo, duca di Gheldria[18];
- Giovanna[18] (1362-1386), sposò Venceslao di Lussemburgo[18];
- Margherita[18] (1363 - 23 gennaio 1423, Digione),  sposò a Cambrai nel 1385 Giovanni di Borgogna[18];
- Guglielmo[18] (1365-1417); fu in lotta contro il padre fino al 1394[30], gli succedette nel 1404
- Alberto[18] (1369 - 21 gennaio 1397, Kelheim); in alleanza con il padre, amministrò congiuntamente con lui i possedimenti di famiglia, ma gli premorì
- Giovanni[18] (1374-1425); inizialmente fu Vescovo di Liegi[31], succedette al fratello Guglielmo II nel 1417 in concorrenza con la nipote, Giacomina di Hainaut
- Giovanna Sofia[18] (ca. 1375 - 15 novembre 1410, Vienna), sposò il 15 giugno 1395 Alberto IV d'Asburgo[35].

Alberto si sposò in seconde nozze nel 1394 a Heusden con Margherita di Kleve, figlia di Adolfo III di Mark e sorella di Adolfo I di Kleve, ma non ebbero eredi.
Mentre da diverse amanti, Alberto ebbe otto figli illegittimi.

## Ascendenza
|                            |                       |                        | Genitori                |  |  | Nonni |  |  | Bisnonni             |  |  | Trisnonni             |  |
|                            |                       |                        |                         |  |  |       |  |  | Ottone II di Baviera |  |  | Ludovico I di Baviera |  |
|                            |                       |                        |                         |  |  |       |  |  | Ottone II di Baviera |  |  | Ludovico I di Baviera |  |
|                            |                       | Ludmilla di Boemia     |                         |  |  |       |  |  | Ottone II di Baviera |  |  |                       |  |
| Ludovico II del Palatinato |                       |                        |                         |  |  |       |  |  | Ottone II di Baviera |  |  |                       |  |
|                            |                       | Agnese del Palatinato  | Enrico V del Palatinato |  |  |       |  |  |                      |  |  |                       |  |
|                            |                       | Agnese del Palatinato  | Enrico V del Palatinato |  |  |       |  |  |                      |  |  |                       |  |
|                            |                       | Agnese del Palatinato  | Agnese di Hohenstaufen  |  |  |       |  |  |                      |  |  |                       |  |
| Ludovico il Bavaro         |                       | Agnese del Palatinato  |                         |  |  |       |  |  |                      |  |  |                       |  |
|                            |                       | Rodolfo I d'Asburgo    | Alberto IV il Saggio    |  |  |       |  |  |                      |  |  |                       |  |
|                            |                       | Rodolfo I d'Asburgo    | Alberto IV il Saggio    |  |  |       |  |  |                      |  |  |                       |  |
|                            |                       | Rodolfo I d'Asburgo    | Edvige di Kyburg        |  |  |       |  |  |                      |  |  |                       |  |
| Matilde d'Asburgo          |                       | Rodolfo I d'Asburgo    |                         |  |  |       |  |  |                      |  |  |                       |  |
|                            |                       | Gertrude di Hohenberg  | Burcardo V di Hohenberg |  |  |       |  |  |                      |  |  |                       |  |
|                            |                       | Gertrude di Hohenberg  | Burcardo V di Hohenberg |  |  |       |  |  |                      |  |  |                       |  |
|                            |                       | Gertrude di Hohenberg  | Matilde di Tubinga      |  |  |       |  |  |                      |  |  |                       |  |
| Alberto I di Baviera       |                       | Gertrude di Hohenberg  |                         |  |  |       |  |  |                      |  |  |                       |  |
|                            | Giovanni I di Hainaut | Giovanni d'Avesnes     |                         |  |  |       |  |  |                      |  |  |                       |  |
|                            | Giovanni I di Hainaut | Giovanni d'Avesnes     |                         |  |  |       |  |  |                      |  |  |                       |  |
|                            | Giovanni I di Hainaut | Adelaide d'Olanda      |                         |  |  |       |  |  |                      |  |  |                       |  |
| Guglielmo I di Hainaut     | Giovanni I di Hainaut |                        |                         |  |  |       |  |  |                      |  |  |                       |  |
|                            |                       | Filippa di Lussemburgo | Enrico V di Lussemburgo |  |  |       |  |  |                      |  |  |                       |  |
|                            |                       | Filippa di Lussemburgo | Enrico V di Lussemburgo |  |  |       |  |  |                      |  |  |                       |  |
|                            |                       | Filippa di Lussemburgo | Margherita di Bar       |  |  |       |  |  |                      |  |  |                       |  |
| Margherita II di Hainaut   |                       | Filippa di Lussemburgo |                         |  |  |       |  |  |                      |  |  |                       |  |
|                            |                       | Carlo di Valois        | Filippo III di Francia  |  |  |       |  |  |                      |  |  |                       |  |
|                            |                       | Carlo di Valois        | Filippo III di Francia  |  |  |       |  |  |                      |  |  |                       |  |
|                            |                       | Carlo di Valois        | Isabella d'Aragona      |  |  |       |  |  |                      |  |  |                       |  |
| Giovanna di Valois         |                       | Carlo di Valois        |                         |  |  |       |  |  |                      |  |  |                       |  |
|                            |                       | Margherita d'Angiò     | Carlo II di Napoli      |  |  |       |  |  |                      |  |  |                       |  |
|                            |                       | Margherita d'Angiò     | Carlo II di Napoli      |  |  |       |  |  |                      |  |  |                       |  |
|                            |                       | Margherita d'Angiò     | Maria d'Ungheria        |  |  |       |  |  |                      |  |  |                       |  |
|                            |                       | Margherita d'Angiò     |                         |  |  |       |  |  |                      |  |  |                       |  |

### Fonti primarie
- (LA) Monumenta Germaniae Historica, Scriptores, tomus XXIV. URL consultato il 1º marzo 2020 (archiviato dall'url originale il 18 luglio 2018)..
- (LA) Chronologia Johannes de Bek..
- (LA) Scriptores rerum silesiacarum: oder, Sammlung schlesischer ..., Volume 1.

### Letteratura storiografica
- W.T. Waugh, "Germania: Ludovico il Bavaro", cap. IX, vol. VI (Declino dell'impero e del papato e sviluppo degli stati nazionali) della Storia del Mondo Medievale, 1999, pp. 372–400.
- W.T. Waugh, "Germania: Carlo IV", cap. X, vol. VI (Declino dell'impero e del papato e sviluppo degli stati nazionali) della Storia del Mondo Medievale, 1999, pp. 401–422.
- Alexander Bruce Boswell, "l'ordine teutonico", cap. XIII, vol. VI (Declino dell'impero e del papato e sviluppo degli stati nazionali) della Storia del Mondo Medievale, 1999, pp. 501–530.
- Henry Pirenne, "I Paesi Bassi", cap. XII, vol. VII (L'autunno del Medioevo e la nascita del mondo moderno) della Storia del Mondo Medievale, 1999, pp. 411–444.